# Кам'яниця Гренсівська
Кам'яниця Гренсівська (також Гренцівська, або Карвівська) — будинок № 41 площі Ринок у Львові.

## Історія
У XVII-XVIII століттяях тут містилася господа одного з найбагатших у Львові цехів — ювелірів. Наприкінці XIX століття будинок належав вірменській родині Барончів. Тут мешкав відомий львівський скульптор Т.Баронч.

## Архітектура
Житловий будинок, XVII століття. Перебудований у XIX столітті.
Цегляний, витягнутий вглиб ділянки, чотириповерховий, зберіг склепінчасті перекриття в деяких приміщеннях першого поверху. Основним декоративним елементом розчленованого плоскими пілястрами фасаду служать ажурні решітки балконів. Прекрасним зразком пластики є маскарон в замку порталу.